# 卡明斯鎮區 (愛荷華州波卡洪塔斯縣)
卡明斯鎮區（英語：Cummins Township）是位於美國愛荷華州波卡洪塔斯縣的一個行政鎮區。

## 地方資料
根據2010年美國人口普查的數據，卡明斯鎮區的面積為95.06平方千米，當中陸地面積為95.01平方千米，而水域面積為0.05平方千米。當地共有人口263人，而人口密度為每平方千米2.77人。